# Vicia sicula
Vicia sicula là một loài thực vật có hoa trong họ Đậu. Loài này được (Raf.) Guss. miêu tả khoa học đầu tiên.